# جنیفر رودس
 جنیفر رودس (انگلیسی: Jennifer Rhodes؛ زادهٔ ۱۷ اوت ۱۹۴۷) یک بازیگر سینما، و هنرپیشه اهل ایالات متحده آمریکا است.
از فیلم‌ها یا برنامه‌های تلویزیونی که وی در آن نقش داشته است می‌توان به هثرها و اجازه دهید بازی شروع شود اشاره کرد.